# Ramciel
Ramciel  è una località nel governatorato dei Laghi, considerata il centro geografico del Sudan del Sud. La località è posta in prossimità del confine tra le tre province storiche sudsudanesi ovvero Equatoria, Alto Nilo e Bahr al-Ghazal. In virtù della posizione strategica e dell'espansione urbanistica caotica dell'attuale capitale Giuba (situata 250 km più a sud) nelle intenzioni del governo a Ramciel sorgerà la nuova capitale del Sudan del Sud.